# 我的尴尬性之旅
《我的尴尬性之旅》（英語：My Awkward Sexual Adventure/An Awkward Sexual Adventure）是2012年加拿大的性喜剧。由肖恩·加里蒂着手执导，乔纳斯·查尼克编剧並与艾米莉·汉普希尔等人主演此电影。

## 剧情简介
乔丹·艾布拉姆斯（乔纳斯·查尼克 饰）是一位保守的犹太会计师，与女友雷切尔·斯特恩（莎拉·曼尼宁 饰）过着稳定但相当无聊的生活。在他们应该去约旦计划求婚的长假的前一天晚上，雷切尔说由于他的性无能，她不能嫁给他。雷切尔离开他是为了探索自己的性取向。
乔丹决心改变以赢回瑞秋，首先向他的女杀手朋友丹达克（维克·萨海 饰）寻求建议，后者建议他尝试参加脱衣舞俱乐部。在那里，他遇到了脱衣舞娘朱莉娅（艾米莉·汉普希尔 饰），并在她没钱的时候从俱乐部自动售货机买筹码，唯一的原因是“善报”。乔丹喝了太多酒被扔到后面的垃圾堆里，然后他的裤子被抢了。朱莉娅找到了他，出于愧疚，把他带回她的地方，喝完酒睡觉。
第二天早上，乔丹在朱莉娅的公寓里醒来，碰巧看到她的财务文件显示大量债务，成箱的性玩具和一尘不染的厨房。朱莉娅给乔丹一些饼干，这是乔丹吃过的最好的。事实证明，朱莉娅是一位才华横溢的厨师。多才多艺的她也是一名舞蹈演员。乔丹聘请朱莉娅当他的老师，提供他“私密课程”，拓宽他的性视野，以换取管理她的财务。
他们一起探索脱衣舞俱乐部、性感按摩院、变装、口交技巧和SM。与此同时，雷切尔试图过她自己狂野的性生活，和几个男人约会並进行群交，参加性感的化装舞会，但她的经历一直完全不满意。
一天晚上，在朱莉娅的公寓里，在她的指导下，乔丹给朱莉娅戴上手铐並塞住她的嘴，以练习主导姿势。好巧不巧的是，瑞秋选择那个时候出现并乞求朱莉娅回到她身边。雷切尔看到和听到他和被捆绑的朱莉娅，冲动地跑出公寓。乔丹追着她跑。当他们试图在楼梯上和解时，回收人员从他们身边走过，来到朱莉娅的公寓，拿走了她所有的家具，抢走了她储蓄箱里的所有现金，而她却被无助地束缚着。乔丹后来为这件事道歉，并帮助朱莉娅取回她的一些财物。朱莉娅接受了他的道歉并帮助他学习了正确的口交技巧，但当她意识到他在表演时嘴里有口香糖时，她的反应是痛苦的。在乔丹帮助朱莉娅洗去淋浴时，两人热吻。然而，当乔丹离开浴室时，丹达克向他施压，要求他赢回瑞秋。朱莉娅通过浴室门承认她对乔丹的感情越来越深，却发现他已经离开去找瑞秋，让她伤心欲绝，困惑不解。
乔丹最终决定不再和瑞秋复合，因为他意识到他爱朱莉娅。乔丹回到脱衣舞俱乐部与朱莉娅和解，但仍然很受伤，她拒绝和他说话。一个月后，她收到一封邮件，邀请她开设一家新餐厅。到达该地点后，她意识到乔丹在附近购买了一座空置建筑，并将其改造成她一直想拥有的餐厅。他邀请她当他的厨师，笨拙地他结结巴巴地说出对她的爱，含泪而感动的朱莉娅吻了他。电影以这对夫妇第一次一起准备的声音结束，并与他们在床上幸福地睡在一起的镜头并列。

## 演员阵容

### 主要演员
- 乔纳斯·查尼克 饰演 乔丹·艾布拉姆斯（Jordan）
- 艾米莉·汉普希尔（英语：Emily Hampshire） 饰演 朱莉娅（Julia）
- 莎拉·曼尼宁（英语：Sarah Manninen） 饰演 瑞秋（Rachel）
- 维克·萨海 饰演 丹达克（Dandak）
- 梅丽莎·玛丽·埃利亚斯（英语：Melissa Elias） 饰演 蕾诗玛（Reshma）
- 玛丽娜·斯蒂芬森·科尔（英语：Marina Stephenson Kerr） 饰演 Ruth

### 其他演员
- 迈克·贝勒（Mike Bell） 饰演 汤姆（Tom）
- 安德里亚·德尔·查姆坡（Andrea del Campo） 饰演 Sapphire
- 欧纳里·亚美斯（Onalee Ames） 饰演 Gypsy the Stripper
- 兰迪·Randy Apostle 饰演 Rabbi Finklestein
- 狄恩·哈德（Dean Harder） 饰演 银行经理
- 塔玛拉·乔尔斯基（Tamara Gorski） 饰演 塔尼亚（Tanya）
- 莎拉·康斯迪伯（Sarah Constible） 饰演 凯利（Kelly）
- 杰西卡·布尔乐森（Jessica Burleson） 饰演 梅兰妮（Melanie）
- 斯戴芬·艾力克·麦金太尔（Stephen Eric McIntyr）饰演 Spike the Bouncer
- 高登·塔讷（Gordon Tanner，参与演出时名为Gord Tanner）
- 克特·凯尔贝克（Curt Keilback） 饰演 记者
- 阿德里安·麦琳（Adrian McLean） 饰演 盖比（Cabbie）
- 除此之外，莱恩·米勒（Ryan Miller）、亚伦·卡斯特纳贾（Alan Castanaga，参与演出时名为Alan Castanage）、斯迪·克兰德（Steed Crandell）、爱莎阿尔法（Aisha Alfa）、安德鲁·强森（Andrew Johnson）、劳拉·欧拉弗森（Laura Olafson）、马修·斯特凡森（Matthew Stefanson）及罗伯特·寇斯特亚（Robert Kostyra）均为此片演员之一。

## 制作与发行
- 此片在2012年多伦多国际影展进行首映[2]。随后在2012年惠斯勒电影节（英语：Whistler Film Festival）上放映，并获得了观众奖[3]。2013年4月，此片在加拿大有限上映[4]。

## 评价
- 《烂番茄》：七受访批评71％给了影片正面评价; 平均评分为 6.1/10。
- 《Variety》：约翰·安德森称汉普郡的表演是“一场成功的表演”，但表示这部电影“无法想象作为翻拍，或者在深夜有线电视之外的任何地方播放”[5]。
- 《Exclaim！（英语：Exclaim!）》：罗伯特·贝尔写道：“这一切都是令人难以置信的种族主义和厌恶女性，但过于无知而无法真正意识到这一点”[6]。
- 《多伦多星报》：彼得豪厄尔写道：“这是你标准的书呆子遇到脱衣舞娘的场景，但电影制作的火花和可燃的演员阵容让这部浪漫喜剧火了起来”。
- 《Screen International》：大卫·达西（David D'Arcy）称这是一部奇特的加拿大讽刺剧，可能不会吸引美国观众[7]。
- 《DVD Verdict（英语：DVD Verdict）》的Brett Cullum称这部电影“在所有粗俗的近乎色情的背后，有一部有趣的浪漫喜剧”[8]。

## 翻拍
- 根据官方网站，此电影曾被他国翻拍。其中包括2015年，立陶宛版本的《Nepatyres》（直译：无经验）及2018年，乌克兰版本的《Just Sex, Nothing Personal》。

| 首映日期                 | 电影名称                       | 备注                                 |
| ------------------------ | ------------------------------ | ------------------------------------ |
| 2015年1月2日（立陶宛）   | 《Nepatyres》 （Unexperienced）             | 创下立陶宛历史上第三高的开幕周末票房 |
| 2018年12月20日（乌克兰） | 《Just Sex, Nothing Personal》 |                                      |

## 奖项与提名
| 年份   | 颁奖机构           | 届次   | 奖项           | 得奖者                       | 结果 | 备注 |
| ------ | ------------------ | ------ | -------------- | ---------------------------- | ---- | ---- |
| 2012年 | 卡尔加里国际电影节 | —      | 人民选择奖     | 电影本身                     | 獲獎 |      |
| 2012年 | 惠斯勒电影节       | —      | 最佳加拿大电影 | 电影本身                     | 提名 |      |
| 2012年 | 惠斯勒电影节       | —      | 最佳叙事电影   | 电影本身                     | 獲獎 |      |
| 2013年 | ACTRA Awards       | 第41届 | 杰出男演员     | 乔纳斯·查尼克                | 提名 |      |
| 2013年 | 加拿大导演公会     | —      | Feature Film   | 电影本身                     | 提名 |      |
| 2013年 | 加拿大喜剧奖       | —      | 最佳女演员     | 艾米莉·汉普希尔、莎拉·曼尼宁 | 獲獎 |      |
| 2013年 | 加拿大喜剧奖       | —      | 最佳电影男演员 | 维克·萨海                    | 提名 |      |
| 2013年 | 加拿大喜剧奖       | —      | 最佳电影导演   | 肖恩·加里蒂                  | 獲獎 |      |
| 2013年 | 加拿大喜剧奖       | —      | 最佳电影编剧   | 乔纳斯·查尼克                | 提名 |      |
| 2013年 | 加拿大喜剧奖       | —      | 最佳电影       | 电影本身                     | 提名 |      |